# فيبيكه فاسبو
فيبيكه فاسبو (بالدنماركية: Vibeke Vasbo)‏ (ولدت في عام 1944) هي كاتبة دنماركية وناشطة في حقوق المرأة وحقوق المثليين. شاركت في أوائل سبعينات العقد العشرين في حركة رادستوكينغ وبعد فترة وجيزة في حركة المثليات الدنماركية. شرعت في مسيرتها الأدبية في عام 1976 مع كتاب كل تلك الأكاذيب حول ضعف المرأة (بالدنماركية: Al den løgn om kvinders svaghed)‏ الذي يحكي عن امرأءة تعمل كسائقة رافعة، استناداً إلى تجاربها الخاصة في أوسلو في عامي 1974-75.

## سيرة
ولد في 9 يوليو 1944 في جزيرة آلس الدنماركية، كانت في صغرها طفلة مبدعة تحلم بأن تصبح صحفية وتكتب قصائد وقصص قصيرة. أمضت نصف عام في جامعة كامبريدج، إنجلترا، لتحسين لغتها الإنجليزية.
لدى عودتها إلى الدنمارك، درست الألمانية والإنجليزية في جامعة كوبنهاغن. وشاركت في الحياة الطلابية السياسية، التقت كارين سيبرغ وانشأت معها رودسترمبيرن (بالدنماركية: Rødstrumperne)‏، وهي مجموعة صغيرة متأثرة بالحركة النسوية الأمريكية رادستوكينغ، التي أصبحت في حركة رادستوكينغ الدنماركية. وانتهت مظاهرة في وسط كوبنهاغن في عام 1970 مع تجاهل النساء حمالات الصدر مع لافتة 'لتبقي الدنمارك نظيفة' (بالدنماركية: Hold Danmark ren)‏. وتلت ذلك أنشطة أخرى لدعم حقوق المرأة، بما في ذلك إنشاء «مخيم نسائي» في جزيرة فيمو والدعوة لحقوق الإجهاض في عام 1970. تخلت فاسبو عن دراستها الجامعية في عام 1973، لتصبح مساعدة طبيب في مستشفى بيسبيبيرغ.
كان العديد من أعضاء حركة رادستوكينغ إما مثليات بالفعل أو قرروا تبني حياة المثليات. كان فاسبو التي تزوجت من رجل لفترة قصيرة وطلقت، من بينهم. في مواجهة معارضة المثلية الجنسية عند النساء من قبل العديد من أعضاء رادستوكينغ، تأسست حركة المثليات (بالدنماركية: Lesbisk Bevægelse)‏ في عام 1974، وسرعان ما تمتعت بعضوية 200 ناشطة. جنبا إلى جنب مع الناشطة النرويجية، غيرد برانتينبرغ، التي أصبحت حبيبتها وشريكتها بين عامي 1974-1975، انتقلت فاسبو إلى أوسلو حيث عملت كسائقة رافعة. على أساس مذكراتها، كتبت كل تلك الأكاذيب حول ضعف المرأة (بالدنماركية: Al den løgn om kvinders svaghed)‏ التي نُشرت باللغة الدنماركية والنرويجية عام 1976 ثم بالألمانية فيما بعد، واصفةً كيف يمكن للمرأة أن تشغل عملا مخصصا للرجال. كان أول كتاب دانمركي يصف علانية تجارب المرأة من وجهة نظر مثلية.
قطعت فاسلو اتصالاتها مع حركة المثليات في عام 1981 عندما التقت كاهنًا دنمركيًا، ليو تومسن، في إيطاليا. طورت علاقة صعبة معه والتي انتهت بالانفصال قبل شهر من وفاته في عام 1998. وقد تحدث عن الرومانسية بينهما في رواية معجزة أمالفي (بالدنماركية: Miraklet i Amalfi)‏، لتحصل فاسلو على اهتمام النقاد من جديد. كما كتابة رواية أغنية هيلدا، رواية تاريخية من إنجلترا في القرن السابع ميلادي (بالدنماركية: Hildas sang, historisk roman fra 600´årenes England)‏ عام 1991، والتي تجمع فيها بين الحياة الأسرية والجنس، والتي كانت موضع ترحيب من قبل النقاد. 